# Tymákov
Tymákov (deutsch Timakow) ist eine Gemeinde mit 667 Einwohnern in Tschechien. Sie liegt neun Kilometer südöstlich des Stadtzentrums von Pilsen und gehört zum Okres Plzeň-město. Die Katasterfläche beträgt 920 ha.

## Geographie
Der Ort befindet sich in der Talmulde des Tymákovský potok in 398 m ü. M. und wird von Hügeln und Wäldern umgeben. Im Südosten ist Tymákov mit Mokrouše zusammengewachsen. Nördlich von Tymákov verläuft die Trasse der Autobahn D 5/Europastraße 50, das Dorf ist direkt von der Abfahrt 67 / Ejpovice erreichbar.
Nachbarorte sind Ejpovice und Kyšice im Norden, Rokycany im Osten, Mokrouše im Südosten, Lhůta im Süden, Sedlec und Starý Plzenec im Südwesten sowie Letkov im Nordwesten.

## Geschichte
Die erste urkundliche Erwähnung von Timakov willa stammt aus dem Jahre 1379. Bis zum 15. Jahrhundert wechselten die Besitzer des Dorfes mehrfach. Der erste nachweisbare Besitzer, Jenec z Čachrova, verkaufte das Dorf 1412 an das Prager Domkapitel. 1417 erwarb es Bohuslav von Schwanberg zusammen mit Cháchov und Mokrouše und drei Jahre später wurde Bohuslav von Riesenberg als Besitzer genannt. Es folgten die z Hrádku, die Stadt Rokytzan und 1543 war Sebastian Markwart Herr auf Timakow, Radonicz, Chrachow und Mokrusch, der dem Domkapitel ablösepflichtig war. Zwischen Timakow und Rokytzan erfolgten in der zweiten Hälfte des 15. Jahrhunderts Kämpfe zwischen der Strakonitzer Union und den Truppen Georg von Podiebrads. Seit dem Dreißigjährigen Kriege, der schwere Verwüstungen brachte, gehörte Timakow dann zu Rokytzan.
Nach dem Kriege wurde der entvölkerte Ort wieder besiedelt, das Dorf Cháchov bei Lhota blieb wüst. 1778 wurde eine Dorfschule gegründet. Mit der Ablösung der Patrimonialherrschaften wurde Tymákow 1850 eine selbstständige Gemeinde. Im 19. Jahrhundert arbeiteten viele Männer des Ortes in der Eisenhütte Sedletz b. Starý Plzenec.
Während des Zweiten Weltkrieges stieg aufgrund der Evakuierung der Nachbarorte und Verlagerung von kriegswichtiger Produktion die Zahl der Einwohner auf 1145. Am 6. Mai 1945 marschierte die 3. US-Armee unter General Patton ein. 1977 entstand ein Kulturhaus. Bis zum 31. Dezember 2006 gehörte Tymákov zum Okres Plzeň-jih.

## Gemeindegliederung
Für die Gemeinde Tymákov sind keine Ortsteile ausgewiesen.

## Sehenswürdigkeiten
- Kapelle am Dorfplatz
- Gehöfte mit historischen Toreinfahrten im böhmischen Bauernbarock